# Hellész-foki emlékmű
A Hellész-foki emlékmű a Gallipoli-félszigeten áll. Azok előtt a nemzetközösségi katonák előtt tiszteleg, akik az első világháborúban, a Dardanellák ostromában elestek, és sírjuk ismeretlen. Az emlékművet John James Burnet skót építész tervezte.

## Története
Az ANZAC-csapatok és a franciák 1915. április 25-26-án szálltak partra a Gallipoli-félszigeten, hogy Törökországot rákényszerítsék a kilépésre a háborúból, és megnyissák az ellátási útvonalat Oroszország felé a Dardanellákon keresztül. A Hellész-foknál a brit 29. hadosztály szállt partra. A szövetséges erők a nehéz terep és az elszántan harcoló törökök miatt csak kevés területet tudtak ellenőrzésük alá vonni, és sikertelen támadások sorozatát indították decemberig, amikor megkezdődött az evakuálásuk.
Az 1924-ben felavatott Hellész-foki emlékmű egyrészt a nemzetközösségi alakulatok gallipoli hadjáratára, másrészt az abban hősi halált halt, és ismeretlen helyen nyugvó 20 958 brit, indiai, valamint a helyszín közelében elesett ausztrál katonára emlékeztet. Közülük 19 203 brit, 1506 indiai, 249 ausztrál volt.
A John James Burnet által tervezett több 32,9 méter magas obeliszk vaskos, négyszögletes talapzaton áll. A feliratok tanúsága szerint a legtöbb ma ismeretlen helyen nyugvó katonát, 1362-t a Lancashire-i Muskétások vesztették. A második legnagyobb áldozatot, 1186 katonával a manchesteri ezred hozta.
A félszigeten több másik emlékmű található, amely azok előtt a katonák előtt tiszteleg, akikről nem tudni, hol van a sírjuk, például a Lone Pine, a 60-as hegyi és a Conkbayırı temetőben.